# Lüsslingen
Lüsslingen (toponimo tedesco) è una frazione di 520 abitanti del comune svizzero di Lüsslingen-Nennigkofen, nel Canton Soletta (distretto di Bucheggberg).

## Storia

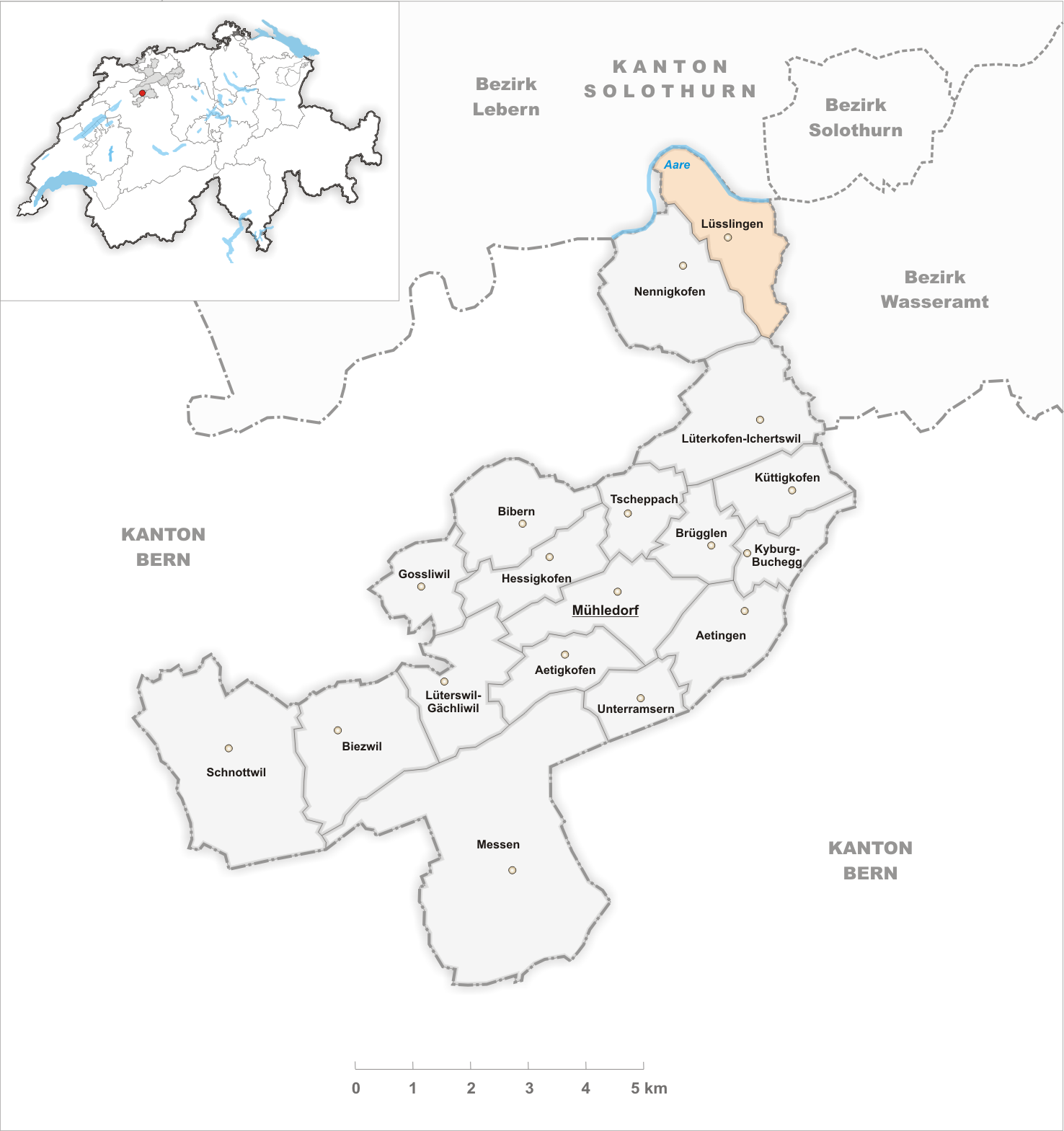
Il territorio del comune di Lüsslingen prima degli accorpamenti comunali del 2013

Fino al 31 dicembre 2012 è stato un comune autonomo che si estendeva per 3,22 km²; il 1º gennaio 2013 è stato accorpato all'altro comune soppresso di Nennigkofen per formare il nuovo comune di Lüsslingen-Nennigkofen.

## Infrastrutture e trasporti
Lüsslingen è stato servito fino al 1994 dall'omonima stazione sulla ferrovia Lyss-Soletta.